# Armorial des communes de l'Allier
- certaines figures sont encore dans un format bitmap et doivent être vectorisées.
- quelques blasons ne sont pas référencés.
- il reste des blasons à dessiner dans cet armorial.

Cette page donne les armoiries (figures et blasonnements) des communes de l'Allier.

(0 dessin(s) en attente.)
- Haut – A
- B
- C
- D
- E
- F
- G
- H
- I
- J
- K
- L
- M
- N
- O
- P
- Q
- R
- S
- T
- U
- V
- W
- X
- Y
- Z

## A
| Blason de Ainay-le-Château | Blason  | D'argent aux trois pairles alésés de sable.      |
| Blason de Ainay-le-Château | Détails | Le statut officiel du blason reste à déterminer. |

| Blason de Archignat | Blason  | Parti: au 1) de sinople à lune branche de gui d'or posée en pal, au 2) d'argent au lion de sable, couronné d'or, armé et lampassé de gueules; le tout au chef de sinople chargé de deux annelets d'or, enlacés en fasce. |
| Blason de Archignat | Détails | Parue en Page Facebook en 2022. Auteur(s)J-F Binon |

| Blason de Arfeuilles | Blason  | D'azur à la fleur de lys d'or accompagnée de trois étoiles du même. |
| Blason de Arfeuilles | Détails | Le statut officiel du blason reste à déterminer.                    |

| Blason de Arpheuilles-Saint-Priest | Blason  | Parti : au 1er d'or à la feuille de chêne de sinople, au 2e de gueules à la harpe d'argent ; le tout sommé d'un chef d'azur chargé d'une clef d'or posée en fasce. |
| Blason de Arpheuilles-Saint-Priest | Détails | Armes parlantes. (rébus en à-peu-près : harpe + feuille → Arpheuilles) Le statut officiel du blason reste à déterminer. Auteur(s)J-F Binon                         |

| Blason de Arronnes | Blason  | D'or au pairle ondé d'azur accompagné en chef d'un bonnet phrygien de gueules, à dextre d'une crosse d'évêque, et à senestre d'une clef, le tout de sable. |
| Blason de Arronnes | Détails | Le statut officiel du blason reste à déterminer. Auteur(s)J-F Binon                                                                                        |

| Blason de Aubigny | Blason  | D'or à la bande de gueules chargée de trois lionceaux d'argent et accompagnée de deux glands feuillés de sinople, au chef ondé d'azur chargé d'une cotice de gueules accompagnée de deux fleurs de lys d'or |
| Blason de Aubigny | Détails | Le statut officiel du blason reste à déterminer. Auteur(s)J-F Binon |

| Blason de Avermes | Blason  | D'argent aux trois fasces de sable, à la bande du même brochante chargée de trois fasces aussi d'argent surchargées, la 1re d'une rose de gueules boutonnée du champ, la 2e d'une molette aussi de gueules, et la 3e d'une croisette celtique du même. |
| Blason de Avermes | Détails | Conflit héraldique : le dessin montre une rose de gueules boutonnée du même, le blasonnement parle d’une rose de gueules boutonnée du champ. Le statut officiel du blason reste à déterminer.                                                          |

Pas d'information pour les communes suivantes : Agonges, Andelaroche, Archignat, Audes, Aurouër, Autry-Issards, Avrilly
- Haut – A
- B
- C
- D
- E
- F
- G
- H
- I
- J
- K
- L
- M
- N
- O
- P
- Q
- R
- S
- T
- U
- V
- W
- X
- Y
- Z

## B
| Blason de Bagneux | Blason  | D'argent à la bande ondée d'azur, accompagnée en chef d'une épée d'or à la garde de sable posée en bande, et en pointe d'une feuille de chêne de sinople aussi posée en bande ; au franc canton de gueules chargé d'une tour d'or ouverte, ajourée et maçonnée de sable. |
| Blason de Bagneux | Détails | Le statut officiel du blason reste à déterminer. Auteur(s)J-F Binon |

| Blason de Barrais-Bussolles | Blason  | Barré de sable et d'or, la seconde et la troisième barre de sable chargées chacune d'une croisette ancrée d'or, les croisettes rangées en pal. |
| Blason de Barrais-Bussolles | Détails | Le statut officiel du blason reste à déterminer.                                                                                               |

| Blason de Beaune-d'Allier | Blason  | Iercé en pairle renversé: au 1) de sinople à un soleil d'or; au 2) d'azur semé de fleurs de lis d'or et à la bande de gueules brochante;, au 3) d'azur à trois fasces ondées d'argent et à la mitre de gueules chargée d’une tiercefeuille d’argent brochant sur les fasces; le tout au comble d'or chargé de l'inscription «BEAUNE D'ALLIER» en lettres capitales de sable. |
| Blason de Beaune-d'Allier | Détails | Adopté le 24 juin 2024. Auteur(s)J-F Binon |

| Blason de Bègues | Blason  | De gueules au saint Aignan du lieu d’or assis dans sa niche d’argent ouverte d'or ; à la champagne ondée d’azur* chargée de trois épis de blé d'or posés en éventail.  |
| Blason de Bègues | Détails | * Il y a là non-respect de la règle de contrariété des couleurs : ces armes sont fautives (az/gu). Le statut officiel du blason reste à déterminer. Auteur(s)J-F Binon |

| Blason de Bellenaves | Blason  | Coupé : au 1er parti au I d'or à cinq arbres arrachés au naturel, au II d'azur à un lion d'or, au 2e de gueules à saint Martin partageant son manteau avec un pauvre, le tout d'or,. |
| Blason de Bellenaves | Détails | Le statut officiel du blason reste à déterminer. |

| Blason de Bellerive-sur-Allier | Blason  | Coupé : au 1er de sinople à deux fleurs de lys d'or ; au 2e de gueules à un étui de crosse d'or ; sur le tout : une fasce ondée d'argent brochant sur la partition et un cheval coupé d'or brochant sur le tout. |
| Blason de Bellerive-sur-Allier | Détails | Le statut officiel du blason reste à déterminer. |

| Blason de Bert | Blason  | D'azur au barbeau d'argent accosté de six étoiles d'or rangées en pal 3 et 3. |
| Blason de Bert | Détails | Le statut officiel du blason reste à déterminer.                              |

| Blason de Bessay-sur-Allier | Blason  | Parti de un, coupé crénelé de un à 3 pièces et deux demies : au 1er de sinople à la tête de cheval d'or, au 2e d'argent à la fasce ondée d'azur, au 3e d'argent à la couronne de lauriers de sinople, au 4e de sinople à la gerbe d'or. |
| Blason de Bessay-sur-Allier | Détails | Le statut officiel du blason reste à déterminer. |

| Blason de Besson | Blason  | D'azur à cinq besants d'or rangés en bande.      |
| Blason de Besson | Détails | Le statut officiel du blason reste à déterminer. |

| Blason de Billezois | Blason  | Écartelé : au 1er d’argent au courlis contourné au naturel, au 2e d’argent à l’église de tenné essorée de sable mouvant de la partition, au 3e d’azur semé de fleurs de lis d’or, au bâton de gueules brochant, au 4e tiercé en pal d’azur, d’argent et de gueules à douze étoiles d’or brochantes et ordonnées en cercle. |
| Blason de Billezois | Détails | Le statut officiel du blason reste à déterminer. |

| Blason de Billy | Blason  | D'azur au château d'argent, ouvert, ajouré et maçonné de sable, accompagné de trois fleurs de lys d'or. |
| Blason de Billy | Détails | Le statut officiel du blason reste à déterminer.                                                        |

| Blason de Biozat | Blason  | D'azur aux trois roues d'or, au chef d'argent fretté de gueules. |
| Blason de Biozat | Détails | Le statut officiel du blason reste à déterminer.                 |

| Blason de Bourbon-l'Archambault | Blason  | D'azur aux trois fleurs de lys d'or, au bâton de gueules brochant sur le tout.                                                                                             |
| Blason de Bourbon-l'Archambault | Détails | Armes tolérées car il s'agit d'une brisure des armes de France, de la maison de Bourbon et de la province du Bourbonnais. Le statut officiel du blason reste à déterminer. |
| Blason de Bourbon-l'Archambault | Alias   | D'or au lion rampant de gueules, accompagné de huit coquilles d'azur. Armes d'origine. La municipalité utilise un parti des deux versions.                                 |

| Blason de Bransat | Blason  | Tiercé en pairle renversé : au 1er de gueules à la croix de Malte d'argent, au 2e d'or à la grappe de raisin tigée et feuillée de sinople, au 3e d'azur au pont de deux arches d'argent maçonné du champ. |
| Blason de Bransat | Détails | Le statut officiel du blason reste à déterminer. Auteur(s)J-F Binon |

| Blason de Bresnay | Blason  | Tiercé en pairle renversé : au 1er de gueules à une tour d'argent maçonnée de sable, au 2e d'or à une feuille de frêne de sinople, au 3e d'azur à une grappe de raisin d'or. |
| Blason de Bresnay | Détails | Le statut officiel du blason reste à déterminer. Auteur(s)J-F Binon |

| Blason de Bressolles | Blason  | Coupé : au 1er mi-parti de gueules aux trois bandes d'argent et d'azur à l'ancre aussi d'argent entortillée de sa gumène de sable, au 2e d'or au chêne terrassé de sinople. |
| Blason de Bressolles | Détails | Le statut officiel du blason reste à déterminer. |

| Blason de Le Brethon | Blason  | Écartelé : au 1er d'azur à la croix de calvaire perronnée de huit pièces d'argent, au 2e d'or à la feuille de chêne de sinople posée en barre, au 3e d'or au fléau et à la scie de sable passés en sautoir, au 4e d'azur à l'épée d'or. |
| Blason de Le Brethon | Détails | Le statut officiel du blason reste à déterminer. |

| Blason de Le Breuil | Blason  | De gueules à l’aigle d’or membrée d’azur.        |
| Blason de Le Breuil | Détails | Le statut officiel du blason reste à déterminer. |

| Blason de Broût-Vernet | Blason  | De gueules aux deux crosses d'or passées en sautoir, cantonnées en chef d'un rencontre de taureau, en pointe d'une feuille d'orme et aux flancs de deux tours ouvertes du champ, le tout d'argent, au chef cousu d'azur chargé de trois étoiles aussi d'argent. |
| Blason de Broût-Vernet | Détails | Le statut officiel du blason reste à déterminer. |

Pas d'information pour les communes suivantes : Barberier, Bayet, Beaulon, Bézenet, Bizeneuille, Blomard, Bost, Boucé, Le Bouchaud, Braize, Brugheas, Busset, Buxières-les-Mines
- Haut – A
- B
- C
- D
- E
- F
- G
- H
- I
- J
- K
- L
- M
- N
- O
- P
- Q
- R
- S
- T
- U
- V
- W
- X
- Y
- Z

## C
| Blason de Cérilly | Blason  | De gueules à trois épis de blé d'or.             |
| Blason de Cérilly | Détails | Le statut officiel du blason reste à déterminer. |

| Blason de Cesset | Blason  | De vair de trois tires ; au chef d'or chargé d'une grappe de raisin tigée et feuillée au naturel. |
| Blason de Cesset | Détails | Le statut officiel du blason reste à déterminer.                                                  |

| Blason de Chantelle | Blason  | D'or à la bande d'azur chargée en cœur d'un rossignol d'argent. |
| Blason de Chantelle | Détails | Le statut officiel du blason reste à déterminer.                |

| Blason de La Chapelaude | Blason  | Tiercé en pairle : au 1er d’argent aux deux branches arrondies de laurier affrontées de sinople, les tiges passées en sautoir, au 2e de gueules au portail d’église d’or, au 3e d’azur à l’étui de crosse d’or. |
| Blason de La Chapelaude | Détails | Le statut officiel du blason reste à déterminer. |

| Blason de Chapelle (La) | Blason  | De sinople au sautoir ondé d'argent, à l'écu de gueules brochant en abîme et chargé d'une chapelle du lieu d'or, ouverte et ajourée de sable bordé d'argent, et essorée aussi de sable. |
| Blason de Chapelle (La) | Détails | Sur site commune: 2020. Auteur(s)J-F Binon |

| Blason de Chareil-Cintrat | Blason  | Coupé ondé: au 1) parti : au 1a) de sinople à un tour d'argent maçonnée de sable, au 1b) de gueules à trois épis de blé d'or liés du champ, au 2) d'azur à une grappe de raisin d'or. |
| Blason de Chareil-Cintrat | Détails | Adopté le 21 aout 2021 Auteur(s)J-F Binon |

| Blason de Charroux | Blason  | De sinople à un chariot d'argent.                                 |
| Blason de Charroux | Détails | Armes parlantes. Le statut officiel du blason reste à déterminer. |

| Blason de Château-sur-Allier | Blason  | Tranché : au 1er d'azur à la chouette d'argent, au 2e d'or au cep de vigne au naturel ; à la bande de gueules brochant sur la partition. |
| Blason de Château-sur-Allier | Détails | Le statut officiel du blason reste à déterminer.                                                                                         |

| Blason de Châtel-Montagne | Blason  | D’or à l’aigle de gueules.                       |
| Blason de Châtel-Montagne | Détails | Le statut officiel du blason reste à déterminer. |

| Blason de Châtelperron | Blason  | Écartelé au 1er et 4e d'or au dauphin pâmé d'azur au 2e et 3e de gueules au lion d'hermine, lampassé et couronné d'or.                                                                       |
| Blason de Châtelperron | Détails | L'écartelé est composé en 1er et 4e des armes des dauphins d'Auvergne et en 2e et 3e de celles des Chabannes-La Palisse. Le statut officiel du blason reste à déterminer. Auteur(s)J-F Binon |
| Blason de Châtelperron | Alias   | Écartelé d'or et de gueules. Blason des seigneurs de Châtelperron |

| Blason de Châtelus | Blason  | Taillé : au 1er de gueules au lion d'argent couronné d'or, au 2e d'azur semé de fleurs de lys d'or à la cotice de gueules brochant. |
| Blason de Châtelus | Détails | Le statut officiel du blason reste à déterminer.                                                                                    |

| Blason de Chavenon | Blason  | De sinople à la fasce ondée d'argent chargée d'une bande ondée d'azur surchargée de l'inscription «CHAVENON» en lettre capitales d'argent, le tout accompagnée en pointe de saint Martin à cheval du même et en chef d'un boeuf arrêté aussi d'argent adextré d'un épi de maïs d'or et senestré d'une gerbe de blé du même. |
| Blason de Chavenon | Détails | Sur site Internet de la commune, 2022. Auteur(s)J-F Binon |

| Blason de Chevagnes | Blason  | D'or au cornet de sable, virolé et lié de gueules, à la bordure d'azur chargée de huit fleurs de lys du champ. |
| Blason de Chevagnes | Détails | Le statut officiel du blason reste à déterminer.                                                               |

| Blason de Chezelle | Blason  | D'azur à la chapelle d'argent soutenue d'une branche de vigne fruitée et pamprée d'or et d'un épi de blé tigé et feuillé du même passés en sautoir par la pointe. |
| Blason de Chezelle | Détails | Le statut officiel du blason reste à déterminer. |

| Blason de Chouvigny | Blason  | D'argent au mont de sinople sur une mer d'azur issante de la pointe, le mont surmonté d'un château de gueules ouvert du champ et ajouré de sable, accompagné en chef de deux fusées de gueules ; la mer étant surchargée d'un écusson de gueules à la bande d'or, à la bordure de vair. |
| Blason de Chouvigny | Détails | Le statut officiel du blason reste à déterminer. |

| Blason de Cognat-Lyonne | Blason  | D’azur au flacon rond avec son bouchon d’argent surmonté d’une fleur de lys d’or, mantelé du 2e et chargé d’un phénix du champ sur son immortalité de gueules issante de la partition, et accosté de deux tours de sable ouvertes, ajourées et maçonnées du 2e. |
| Blason de Cognat-Lyonne | Détails | Cognat-Lyonne. Conflit héraldique : le dessin ne fait pas voir la maçonnerie tandis que le blasonnement dit maçonnées du second, c’est-à-dire d’argent. Le statut officiel du blason reste à déterminer.                                                        |

| Blason de Commentry | Blason  | De gueules à l'enclume de sable surmontée d'un marteau et d'un pic de mineur du même posés en sautoir, surmontés d'une lampe de mineur du même allumée d'argent. |
| Blason de Commentry | Détails | * Il y a là non-respect de la règle de contrariété des couleurs : ces armes sont fautives (sable sur gueules). Le statut officiel du blason reste à déterminer.  |

| Blason de Cosne-d'Allier | Blason  | Tiercé en pairle, au 1er de gueules à la coquille d'or ; au 2e d'azur au caducée aussi d'or ; au 3e aussi d'azur à l'épée de saint Martin renversée aussi d'or ; au pairle d'argent brochant sur la partition. |
| Blason de Cosne-d'Allier | Détails | Le statut officiel du blason reste à déterminer. |

| Blason de Créchy | Blason  | De gueules à la bande d'argent accompagnée en chef d'un lion d'or et en pointe d'une mitre d'évêque du même. |
| Blason de Créchy | Détails | Sur site commune 2019. Auteur(s)J-F Binon                                                                    |

| Blason de Creuzier-le-Neuf | Blason  | D'azur au chevron d'argent surmonté d'une colombe montante du même, accompagné en chef à dextre d'une grappe de raisin, à senestre d'une pomme, toutes 2 feuillées d'une pièce, et en pointe d'une crosse, le tout d'or. |
| Blason de Creuzier-le-Neuf | Détails | Le statut officiel du blason reste à déterminer. |

| Blason de Creuzier-le-Vieux | Blason  | Parti : au 1er de gueules à l'épi de blé d'or posé en pal, au 2e d'or à la grappe de raisin de gueules pamprée de sinople. |
| Blason de Creuzier-le-Vieux | Détails | Le statut officiel du blason reste à déterminer.                                                                           |

| Blason de Cusset | Blason  | Accolés : au 1er de gueules semé d'écussons d'or ; au 2e d'azur au dextrochère d'argent mouvant d'une nuée de même, tenant une épée aussi d'argent, garnie d'or et couronnée du même. |
| Blason de Cusset | Détails | 1er : ville de Cusset 2e : chapitre Notre-Dame de Cusset Le statut officiel du blason reste à déterminer.                                                                             |

Pas d'information pour les communes suivantes : La Celle, La Chabanne, Chambérat, Chamblet, Chapeau, La Chapelle-aux-Chasses, Chappes, Chareil-Cintrat, Charmeil, Charmes, Chassenard, Châtel-de-Neuvre, Châtillon, Chavroches, Chazemais, Chemilly, Chézy, Chirat-l'Église, Cindré, Colombier, Contigny, Coulandon, Coulanges, Couleuvre, Courçais, Coutansouze, Couzon, Cressanges
- Haut – A
- B
- C
- D
- E
- F
- G
- H
- I
- J
- K
- L
- M
- N
- O
- P
- Q
- R
- S
- T
- U
- V
- W
- X
- Y
- Z

## D
| Blason de Deneuille-lès-Chantelle | Blason  | D'azur à la bande ondée d'argent, chargée d'une bande ondée de gueules, surchargée de trois feuilles de vigne d'argent et côtoyée de deux feuilles de chêne d'or. |
| Blason de Deneuille-lès-Chantelle | Détails | Adopté en novembre 2022. Auteur(s)J-F Binon |

| Blason de Domérat | Blason  | D'azur à la bande d'or chargée d'une bande de gueules, accompagnée de deux grappes de raisin aussi d'or, tigées et vrillées de sable, feuillées de sinople. |
| Blason de Domérat | Détails | Le statut officiel du blason reste à déterminer. |

| Blason de Dompierre-sur-Besbre | Blason  | De gueules semé de billettes d'or, au lion du même brochant sur le tout, au chef de sable chargé d'un sautoir aussi d'or.                                       |
| Blason de Dompierre-sur-Besbre | Détails | * Il y a là non-respect de la règle de contrariété des couleurs : ces armes sont fautives (sable sur gueules). Le statut officiel du blason reste à déterminer. |

| Blason de Le Donjon | Blason  | D’azur au donjon d’or ouvert, ajouré et maçonné de sable. |
| Blason de Le Donjon | Détails | Le statut officiel du blason reste à déterminer.          |

Pas d'information pour les communes suivantes : Deneuille-les-Mines,  Désertines, Deux-Chaises,  Diou, Doyet, Droiturier, Durdat-Larequille
- Haut – A
- B
- C
- D
- E
- F
- G
- H
- I
- J
- K
- L
- M
- N
- O
- P
- Q
- R
- S
- T
- U
- V
- W
- X
- Y
- Z

## E
| Blason de Ébreuil | Blason  | De gueules à la croix écartelée d'argent et d'azur, cantonnée de quatre fleurs de lys d'or, au chef aussi d'argent chargé d'une belette du champ. |
| Blason de Ébreuil | Détails | Le statut officiel du blason reste à déterminer.                                                                                                  |

| Blason de Escurolles | Blason  | D'azur à la main dextre d'argent en bande, tenant une gerbe de blé d'or liée de gueules posée en barre, le tout accompagné au canton dextre du chef d'une fleur de lys d'or. |
| Blason de Escurolles | Détails | Le statut officiel du blason reste à déterminer. |

| Blason de Étroussat | Blason  | D'azur aux deux épis de blé d'or passés en sautoir par la pointe, surmontés d'une grappe de raisin du même, au chef d'argent chargé d'une croix de gueules. |
| Blason de Étroussat | Détails | Sur site commune: 2013. Auteur(s)J-F Binon |

Pas d'information pour les communes suivantes : Échassières, Espinasse-Vozelle,  Estivareilles

- Haut – A
- B
- C
- D
- E
- F
- G
- H
- I
- J
- K
- L
- M
- N
- O
- P
- Q
- R
- S
- T
- U
- V
- W
- X
- Y
- Z

## F
| Blason de Ferrières-sur-Sichon | Blason  | Écartelé en sautoir : au 1er de sinople au château d'or maçonné de sable, au 2e de gueules à la hure de sanglier d'or, au 3e de gueule à la tablette gravée (de Glozel) d'or, au 4e d'azur à la truite courbée d'argent, miraillée de gueules. |
| Blason de Ferrières-sur-Sichon | Détails | - Le château rappelle la présence de trois châteaux sur son territoire mais aussi la situation de « marche » du village au Moyen-Âge, aux confins du Bourbonnais, de l'Auvergne et du Forez. - La hure de sanglier, ou sinya en arverno-bourbonnais, renvoie à leur présence dans la région. - La tablette rappelle le site archéologique de Glozel, qui, malgré ses controverses, mis en lumière une partie de l'histoire de la commune. - La truite symbolise les nombreuses rivières de la commune réputées pour leurs truites, mais aussi les deux piscicultures sur le Sichon. Adopté fin 2017. |

| Blason de La Ferté-Hauterive | Blason  | D’argent à la fasce ondée d’azur et aux deux clés de sable passées en sautoir brochant sur le tout, chaussé de sinople chargé à dextre d’un épi de blé d’or posé en bande et à senestre d’un épi de maïs du même posé en barre ; au chef bastillé de trois pièces de gueules chargé de trois fleurs de lys d’or. |
| Blason de La Ferté-Hauterive | Détails | Sur site commune: 2013. Auteur(s)J-F Binon |

| Blason de Fourilles | Blason  | D'azur au chevron ondé d'argent accompagné en chef à dextre d'un épi de blé, à senestre d'un épi de maïs et en pointe d'une grappe de raisin feuillée, le tout d'or. |
| Blason de Fourilles | Détails | Sur site commune: 2013. Auteur(s)J-F Binon |

Pas d'information pour les communes suivantes : Fleuriel, Franchesse

- Haut – A
- B
- C
- D
- E
- F
- G
- H
- I
- J
- K
- L
- M
- N
- O
- P
- Q
- R
- S
- T
- U
- V
- W
- X
- Y
- Z

## G
| Blason de Gannat | Blason  | Écartelé, au 1er et 4e d'azur au gantelet dextre d'argent, au 2e et 3e d'argent au chardon fleuri de pourpre et feuillé de sinople |
| Blason de Gannat | Détails | Le statut officiel du blason reste à déterminer.                                                                                   |

| Blason de Gannay-sur-Loire | Blason  | Parti : au 1er d'azur à l'agneau pascal d'argent tenant une bannière du même chargé d'une croisette de gueules, au chef d'azur semé de fleurs de lis d'or au bâton de gueules brochant sur le tout, au 2e d'or à la jumelle ondée d'azur accompagnée en chef d'une feuille d'orme de sinople, posée en fasce et en pointe d'une ancre de sable à la gumène de gueules. |
| Blason de Gannay-sur-Loire | Détails | Sur site commune: 2022. Auteur(s)J-F Binon |

| Blason de Gennetines | Blason  | Parti : au 1er de gueules à un genêt d'or tigé et feuillé de sinople, au 2e d'argent à un dragon de sinople armé et lampassé de gueules |
| Blason de Gennetines | Détails | Sur site commune: 2013. Auteur(s)J-F Binon                                                                                              |

Pas d'information pour les communes suivantes : Garnat-sur-Engièvre, Gipcy, Givarlais, Gouise, La Guillermie

- Haut – A
- B
- C
- D
- E
- F
- G
- H
- I
- J
- K
- L
- M
- N
- O
- P
- Q
- R
- S
- T
- U
- V
- W
- X
- Y
- Z

## H
| Blason de Hérisson | Blason  | D'azur à un hérisson d'or.                                        |
| Blason de Hérisson | Détails | Armes parlantes. Le statut officiel du blason reste à déterminer. |

| Blason de Huriel | Blason  | D'azur à trois gerbes d'or liées de gueules.     |
| Blason de Huriel | Détails | Le statut officiel du blason reste à déterminer. |

| Blason de Hyds | Blason  | De gueules à l’épée d’argent posée en barre et à la clé d’or posée en bande brochant sur l’épée, au chef ondé aussi d’argent chargé de trois coquilles d’azur. |
| Blason de Hyds | Détails | Sur site commune: 2013. Auteur(s)J-F Binon |

Pas d'information pour les communes suivantes : Hauterive
- Haut – A
- B
- C
- D
- E
- F
- G
- H
- I
- J
- K
- L
- M
- N
- O
- P
- Q
- R
- S
- T
- U
- V
- W
- X
- Y
- Z

## I
| Blason de Isserpent | Blason  | D’or au lion d’azur armé lampassé et couronné de gueules. |
| Blason de Isserpent | Détails | Le statut officiel du blason reste à déterminer.          |

Pas d'information pour les communes suivantes : Isle-et-Bardais
- Haut – A
- B
- C
- D
- E
- F
- G
- H
- I
- J
- K
- L
- M
- N
- O
- P
- Q
- R
- S
- T
- U
- V
- W
- X
- Y
- Z

## J
| Blason de Jaligny-sur-Besbre | Blason  | D'or au dauphin pâmé d'azur, au bâton de gueules brochant, sur lequel un écusson d'argent broche à son tour en chef, et à la filière de gueules brochant sur le tout. |
| Blason de Jaligny-sur-Besbre | Détails | Les armes de la ville tirent leur origine de celles des seigneurs de Jaligny aux XIVe et XVe siècles, d'après le dessin donné par Georges de Soultrait dans l'Armorial du Bourbonnais, dont elles se différencient par l'ajout d'une filière de gueules propre à la commune. Le blasonnement donné par l'auteur à l'appui de son dessin est incorrect : D'or au dauphin pâmé d'azur, au bâton de gueules, brisé en chef d'un écu d'argent, brochant sur le tout. En effet, à la place de « chargé » ou « brochant », il utilise le terme « brisé » qui n'est normalement employé que pour qualifier les armes d'une branche puînée dont les aînés sont nominativement désignés ; par exemple : Des Dauphin de Saint-Ilpize, brisé en chef d'un écusson d'argent. Pour des explications plus détaillées sur la brisure et la surbrisure portées par ce blason, voir ici. Le statut officiel du blason reste à déterminer. |

Pas d'information pour les communes suivantes : Jenzat
- Haut – A
- B
- C
- D
- E
- F
- G
- H
- I
- J
- K
- L
- M
- N
- O
- P
- Q
- R
- S
- T
- U
- V
- W
- X
- Y
- Z

## L
| Blason de Lamaids | Blason  | De gueules au chevron d’or chargé d'un chevron d'azur, accompagné en chef d’une croix de Malte d’argent à dextre et d’une tête de cheval coupée du même à senestre et en pointe d’un clocher du lieu d’or campané de deux pièces de sable mouvant de la pointe. |
| Blason de Lamaids | Détails | Le statut officiel du blason reste à déterminer. Auteur(s)J-F Binon |

| Blason de Lapalisse | Blason  | De gueules à cinq pals réduits d'argent,. De gueules à cinq pals réduits et aiguisés d'argent.                                                   |
| Blason de Lapalisse | Détails | Armes parlantes (Pals réduits utilisés dans ce but, plutôt que le terme officiel de vergettes). Le statut officiel du blason reste à déterminer. |
| Blason de Lapalisse | Alias   | De sinople, au sautoir d'or. |

| Blason de Laprugne | Blason  | D'azur à une palme d'or posée en pal, accostée de deux étoiles en chef et de deux croissants en pointe, le tout du même. |
| Blason de Laprugne | Détails | Le statut officiel du blason reste à déterminer.                                                                         |

| Blason de Limoise | Blason  | D'or à trois feuilles d'orme de sinople, au chef bastillé de trois pièces de gueules chargé d'une coquille d'or accompagnée de deux molettes d'argent. |
| Blason de Limoise | Détails | Le statut officiel du blason reste à déterminer. Auteur(s)J-F Binon                                                                                    |

| Blason de Lignerolles | Blason  | De sinople au dextrochère contourné alésé armé d’une épée en barre, le tout d’or, portant un écusson d’azur semé de fleurs de lys d’or au bâton de gueules brochant, au chef ondé d’argent, chargé de trois roues de moulin de gueules. |
| Blason de Lignerolles | Détails | Sur site commune: 2015 Auteur(s)J-F Binon |

| Blason de Loddes | Blason  | D'or à deux clés de gueules passées en sautoir ; à la champagne ondée d'azur chargée d'une fleur de lis d'or accostée de deux épis de blé du même posés en chevron renversé. |
| Blason de Loddes | Détails | Sur site commune: 2015 Auteur(s)J-F Binon |

| Blason de Louroux-de-Bouble | Blason  | De sinople à la fasce ondée d’argent accompagnée en chef d’un oratoire d’or accosté de deux tours du même et en pointe d’une tour aussi d’or. |
| Blason de Louroux-de-Bouble | Détails | Le statut officiel du blason reste à déterminer.                                                                                              |

| Blason de Lurcy-Lévis | Blason  | D’or aux trois chevrons de sable.                |
| Blason de Lurcy-Lévis | Détails | Le statut officiel du blason reste à déterminer. |

Pas d'information pour les communes suivantes : Laféline, Lalizolle, Langy, Lavault-Sainte-Anne, Lavoine, Lenax, Lételon, Loriges, Louchy-Montfand, Louroux-Bourbonnais, Louroux-de-Beaune, Louroux-Hodement, Luneau, Lusigny

- Haut – A
- B
- C
- D
- E
- F
- G
- H
- I
- J
- K
- L
- M
- N
- O
- P
- Q
- R
- S
- T
- U
- V
- W
- X
- Y
- Z

## M
| Blason de Magnet | Blason  | Écartelé : au 1er d’azur à la tour d’argent ouverte ajourée et maçonnée de sable, au 2e de gueules à la tête de lion arrachée d’or, au 3e de gueules à la couronne de laurier d’or, au 4e d’azur à la chaîne brisée d’argent posée en barre. |
| Blason de Magnet | Détails | Le statut officiel du blason reste à déterminer. |

| Blason de Malicorne | Blason  | D’azur semé de fleurs de lys d’or au bâton de gueules brochant, à une licorne saillante d’argent, la tête contournée, brochant sur le tout. |
| Blason de Malicorne | Détails | Armes parlantes. Sur site commune: 2015 Auteur(s)J-F Binon                                                                                  |

| Blason de Marcenat | Blason  | De gueules à la fasce ondée d'argent chargée d'une fasce ondée d'azur, accompagnée en chef d’une fleur de lys d’or accostée de deux brins de muguet au naturel et en pointe d’une tête de chevreuil coupée d’or. |
| Blason de Marcenat | Détails | Sur site commune: 2012 Auteur(s)J-F Binon |

| Blason de Marcillat-en-Combraille | Blason  | D’azur au lion échiqueté d’or et de gueules, à la cotice d’argent brochant sur le tout. |
| Blason de Marcillat-en-Combraille | Détails | Le statut officiel du blason reste à déterminer.                                        |

| Blason de Le Mayet-d'École | Blason  | D’azur semé de fleurs de lis d’or, à la croix pattée à huit pointes d’argent brochante, à l’écu d’or chargé d’une main bénissante de carnation posée en pal, l’écu brochant sur le tout en abîme. |
| Blason de Le Mayet-d'École | Détails | Le statut officiel du blason reste à déterminer. |

| Blason de Le Mayet-de-Montagne | Blason  | D'or mantelé d'azur aux trois maillets de l'un en l'autre.        |
| Blason de Le Mayet-de-Montagne | Détails | Armes parlantes. Le statut officiel du blason reste à déterminer. |

| Blason de Mazirat | Blason  | D’azur à l’épée basse d’or accostée de deux éclairs d’argent celui de dextre posé en bande et celui de senestre posé en barre, au chef aussi d’argent chargé d’une fleur de lys de gueules accostée de deux quintefeuilles du même. |
| Blason de Mazirat | Détails | Le statut officiel du blason reste à déterminer. |

| Blason de Meaulne | Blason  | Écartelé au 1er et au 4e d’argent aux trois glands de sinople, au 2e et au 3e de gueules aux trois fers de moulin d’or. |
| Blason de Meaulne | Détails | Sur site de la Communauté de Communes de Marcillat en Combraille, 2012. Auteur(s)J-F Binon                              |

| Blason de Mesples | Blason  | Tiercé en pairle renversé : au 1er de gueules à un rameau de châtaignier feuillé et fruité d'or, au 2e de sinople à une gerbe de blé d'or liée de gueules, au 3e d'argent à la fasce ondée d'azur et à une roue de moulin de sable brochante. |
| Blason de Mesples | Détails | Adoption confirmée par la Mairie Auteur(s)J-F Binon |

| Blason de Molles | Blason  | Parti : au 1er d’azur à la tête de bélier d’or, au 2e d’or à la crosse de sable ; au chef ondé de gueules chargé de trois merlettes d’argent. |
| Blason de Molles | Détails | Sur site de la Commune 2016 Auteur(s)J-F Binon                                                                                                |

| Blason de Monétay-sur-Allier | Blason  | Parti : au 1er d’argent à la bande de sable chargé de deux étoiles d’or, au 2e d’azur à l’ancre d’argent tortillée de sa gumène de sable ; au chef de gueules au lion léopardé d’or. |
| Blason de Monétay-sur-Allier | Détails | Le statut officiel du blason reste à déterminer. |

| Blason de Montaiguët-en-Forez | Blason  | Écartelé au 1er d’azur semé de fleurs de lys d’or, à la cotice de gueules brochant, au 2e et 3e d’argent aux trois fasces de gueules au 4e de gueules au dauphin d’or. |
| Blason de Montaiguët-en-Forez | Détails | Le statut officiel du blason reste à déterminer. |

| Blason de Montcombroux-les-Mines | Blason  | Coupé émanché: au 1) d'azur au lion léopardé d'argent , au 2) de gueules à deux pics de mineur d'argent, emmanchés d'or, passés en sautoir, chacun surmonté d'un casque de mineur d'or posé selon l'axe de leur pic. |
| Blason de Montcombroux-les-Mines | Détails | Adopté 19/01/2021. Auteur(s)J-F Binon |

| Blason de Monteignet-sur-l'Andelot | Blason  | De sinople à la barre ondée abaissée d'argent, chargée d'une barre ondée d'azur, accompagnée en chef de quatre épis de blé tigés, feuillés et empoignés d'or, rangés en barre ; au franc-quartier senestre de gueules chargé d'une tête de cheval d'argent bridée du même. |
| Blason de Monteignet-sur-l'Andelot | Détails | Le statut officiel du blason reste à déterminer. Auteur(s)J-F Binon |

| Blason de Le Montet | Blason  | Coupé au 1er d’or au lion issant de gueules accompagné de cinq coquilles d’azur ordonnées en orle, au 2e aussi d’or mantelé d’azur. |
| Blason de Le Montet | Détails | Le statut officiel du blason reste à déterminer.                                                                                    |

| Blason de Montilly | Blason  | D’argent au mont de sinople sommé d’un chêne du même, au chef ondé d’azur chargé d’une clé d’or posée en fasce. |
| Blason de Montilly | Détails | Adopté. Auteur(s)J-F Binon                                                                                      |

| Blason de Montluçon | Blason  | D'azur à un château d'argent, sur une montagne d'or, le tout surmonté d'un soleil de même. De gueules à un mont d'or, au chef de sable chargé d'une lanterne d'argent. |
| Blason de Montluçon | Détails | Le statut officiel du blason reste à déterminer. |

| Blason de Montmarault | Blason  | De sinople au soleil d’or accompagné de huit besants d’argent ordonnés en orle. |
| Blason de Montmarault | Détails | Le statut officiel du blason reste à déterminer.                                |

| Blason de Montvicq | Blason  | D’argent à la croix pattée alésée de gueules, accompagnée de trois fleurs de lys mal ordonnées d’azur, chapé de sinople chargé à dextre d’un marteau de mineur et à senestre d’un pic de mineur, le tout d’or. |
| Blason de Montvicq | Détails | Le statut officiel du blason reste à déterminer. Auteur(s)J-F Binon |

| Blason de Moulins | Blason  | D'argent à trois croisettes ancrées de sable, ajourées du champ en forme de fer de moulin, au chef d'azur chargé de trois fleurs de lys d'or. |
| Blason de Moulins | Détails | Le statut officiel du blason reste à déterminer.                                                                                              |

Pas d'information pour les communes suivantes :  Maillet,  Marigny, Mariol, Mazerier, Meillard, Meillers,  Mercy, Molinet,  Monestier, Monétay-sur-Loire, Montaigu-le-Blin, Montbeugny, Montoldre, Montord,  Murat
- Haut – A
- B
- C
- D
- E
- F
- G
- H
- I
- J
- K
- L
- M
- N
- O
- P
- Q
- R
- S
- T
- U
- V
- W
- X
- Y
- Z

## N
| Blason de Néris-les-Bains | Blason  | De gueules à la fontaine d’or jaillissant d’argent, à l’intérieur d’un portique du second. |
| Blason de Néris-les-Bains | Détails | Le statut officiel du blason reste à déterminer.                                           |

| Blason de Neuilly-le-Réal | Blason  | D’azur au mur crénelé d’or, maçonné de sable et ouvert du champ, surmonté d’une couronne aussi d'or. |
| Blason de Neuilly-le-Réal | Détails | Le statut officiel du blason reste à déterminer.                                                     |

| Blason de Neure | Blason  | Parti : au 1er d'azur semé de fleurs de lys d'or à la bande de gueules brochante, au 2e de sinople à un lys des jardins d'argent surmonté d'une lettre N capitale du même. |
| Blason de Neure | Détails | Sur site Intramuros. Auteur(s)J-F Binon |

| Blason de Neuvy | Blason  | Écartelé : au 1er d'azur au lion d'or, au 2e d'argent à la croix ancrée de sable, au 3e d'argent à la rose de gueules pointée de sinople, au 4e d'azur au croissant d'or ; à la grappe de raisin de gueules feuillée de sinople brochant en cœur sur la partition. |
| Blason de Neuvy | Détails | Adopté par la municipalité. |

Pas d'information pour les communes suivantes : Nades, Nassigny,  Naves, Neuilly-en-Donjon, Nizerolles, Noyant-d'Allier
- Haut – A
- B
- C
- D
- E
- F
- G
- H
- I
- J
- K
- L
- M
- N
- O
- P
- Q
- R
- S
- T
- U
- V
- W
- X
- Y
- Z

## P
| Blason de Périgny (Allier) | Blason  | De vair à trois lionceaux d'or.               |
| Blason de Périgny (Allier) | Détails | Adopté le 17 novembre 2023 Auteur(s)J-F Binon |

| Blason de Paray-le-Frésil | Blason  | Parti : au 1er d'azur semé de fleurs de lys d'or, à la bande de gueules brochant, au 2d coupé au I de gueules à sept épis de blé liés d'or et ordonnés en éventail, au II d'argent à une plume d'azur posée en barre. |
| Blason de Paray-le-Frésil | Détails | Adopté en janvier 2024. Auteur(s)J-F Binon |

| Blason de Paray-sous-Briailles | Blason  | Écartelé au 1er de gueules au lion d’or, au 2e d’azur à l’ancre et sa gumène d’or au 3e d’azur à l’épi de blé d’or, au 4e de gueules au château d’or surmonté d’un croissant du même. |
| Blason de Paray-sous-Briailles | Détails | Le statut officiel du blason reste à déterminer. |

| Blason de La Petite-Marche | Blason  | Tiercé en pairle renversé : au 1er d’azur au bar d’argent oreillé du champ, au 2e d’or à la tour de gueules ouverte et ajourée du champ, maçonnée de sable, au 3e de sinople aux trois épis de blé d’or posés en bande, en pal et en barre, rangés en fasce. |
| Blason de La Petite-Marche | Détails | Adopté en 1990. Auteur(s)J-F Binon |

| Blason de Poëzat | Blason  | Parti: au 1) de sinople à une gerbe de blé d'or liée de gueules, au 2) d'argent à une ombre de puits ; le tout au chef d'azur semé de fleurs de lis d'or. |
| Blason de Poëzat | Détails | Sur site Facebook de la commune 2022. Auteur(s)J-F Binon                                                                                                  |

| Blason de Pouzy-Mésangy | Blason  | Échiqueté d’or et d’azur.                        |
| Blason de Pouzy-Mésangy | Détails | Le statut officiel du blason reste à déterminer. |

| Blason de Prémilhat | Blason  | Parti : au 1er d’or au vol de sable, au 2e d’azur au poisson d’argent posé en bande ; au chef de gueules chargé de deux clés d’or passées en sautoir. |
| Blason de Prémilhat | Détails | Le statut officiel du blason reste à déterminer. |

Pas d'information pour les communes suivantes : Pierrefitte-sur-Loire,  Le Pin et Quinssaines
- Haut – A
- B
- C
- D
- E
- F
- G
- H
- I
- J
- K
- L
- M
- N
- O
- P
- Q
- R
- S
- T
- U
- V
- W
- X
- Y
- Z

## R
| Blason de Ronnet | Blason  | Tiercé en pairle renversé : au 1er de sinople au poisson d’argent posé en bande accompagné de deux étoiles du même, au 2e de gueules à la tour du lieu d’or, ouverte, ajourée et maçonnée de sable, au 3e d’argent au monde cintré et croisé d’azur. |
| Blason de Ronnet | Détails | Le statut officiel du blason reste à déterminer. |

Pas d'information pour les communes suivantes :  Reugny,  Rocles, Rongères
- Haut – A
- B
- C
- D
- E
- F
- G
- H
- I
- J
- K
- L
- M
- N
- O
- P
- Q
- R
- S
- T
- U
- V
- W
- X
- Y
- Z

## S
| Blason de Saint-Aubin-le-Monial | Blason  | Écartelé : au 1er d’azur au livre ouvert d’argent à la couverture d’or posé en barre, au 2e et au 3e d’argent à la merlette de sable, au 4e d’or au haut de crosse de gueules posé en bande mouvant du canton senestre de la pointe. |
| Blason de Saint-Aubin-le-Monial | Détails | Sur site IntraMuros 2022. Auteur(s)J-F Binon |

| Blason de Saint-Bonnet-de-Rochefort | Blason  | Parti : au 1er d’azur à la tour d’or, au 2e de gueules au lion d’or ; à la fleur de chardon d’or brochant en pointe sur la partition. |
| Blason de Saint-Bonnet-de-Rochefort | Détails | Le statut officiel du blason reste à déterminer.                                                                                      |

| Blason de Saint-Bonnet-Tronçais | Blason  | D’azur à la bande cousue de gueules, chargée d’un étui de crosse, accosté de deux fleurs de lys le tout d’argent posé à plomb, accompagnée en chef d’une enclume d’or et en pointe d’une feuille de chêne du même. |
| Blason de Saint-Bonnet-Tronçais | Détails | * Il y a là non-respect de la règle de contrariété des couleurs : ces armes sont fautives (gueules sur azur). Le statut officiel du blason reste à déterminer.                                                     |

| Blason de Saint-Christophe-en-Bourbonnais | Blason  | Parti : au 1er d'azur semé de fleurs de lys d'or, à la bande de gueules brochante, au 2e de sinople à saint Christophe portant l'enfant Jésus sur l'épaule d'argent. |
| Blason de Saint-Christophe-en-Bourbonnais | Détails | Sur site IntraMuros 2022 Auteur(s)J-F Binon |

| Blason de Saint-Caprais | Blason  | Tiercé en pairle renversé: au 1) de gueules à une tête de vache d'argent, au 2) d'argent à un chêne coupé de sinople fûté de tenné et englanté d'or, au 3) d'azur à un coq d'argent, becqué d'or, langué, crêté et barbé de gueules, la queue de sable; le tout au comble d'or chargé de l'inscription « SAINT CAPRAIS » en lettres capitales gothiques de sable. |
| Blason de Saint-Caprais | Détails | Adopté le 16 septembre 2022. Auteur(s)J-F Binon |

| Blason de Saint-Clément | Blason  | Parti : au 1er d'azur semé de fleurs de lis d'or et à la bande de gueules brochante, au 2e de sinople à l'ancre d'argent, sa gumène de gueules. |
| Blason de Saint-Clément | Détails | Bulletin municipal décembre 2018 Auteur(s)J-F Binon                                                                                             |

| Blason de Saint-Didier-la-Forêt | Blason  | D’or au chêne terrassé de sinople, au loup passant de sable, lampassé de gueules, brochant sur le fût du chêne, au chef du même chargé d’un pal d’argent accosté de deux roses du champ, soutenu d’azur. |
| Blason de Saint-Didier-la-Forêt | Détails | Le statut officiel du blason reste à déterminer. |

| Blason de Saint-Ennemond | Blason  | Coupé au 1er de sinople au sanglier d’or, au 2e parti de gueules au chevron d’or et d’argent à la cloche de gueules. |
| Blason de Saint-Ennemond | Détails | Le statut officiel du blason reste à déterminer.                                                                     |

| Blason de Saint-Etienne-de-Vicq | Blason  | Échiqueté d'azur et d'argent de cinq tires, au lion de sable brochant sur le tout. |
| Blason de Saint-Etienne-de-Vicq | Détails | Sur site"La Grande Paroisse, 2015 Auteur(s)J-F Binon                               |

| Blason de Saint-Fargeol | Blason  | Écartelé au 1er et au 4e échiqueté d’or et d’azur, au 2e et au 3e de sinople au poisson d’argent posé en bande ; sur le tout d’argent à la quintefeuille de gueules. |
| Blason de Saint-Fargeol | Détails | Le statut officiel du blason reste à déterminer. Auteur(s)J-F Binon                                                                                                  |

| Blason de Saint-Genest | Blason  | De gueules à l’épée versée d’argent, chaussé d’un fascé ondé d’or et d’azur.         |
| Blason de Saint-Genest | Détails | Sur site Communauté de Communes de Marcillat en Combraille, 2012. Auteur(s)J-F Binon |

| Blason de Saint-Gérand-de-Vaux | Blason  | Écartelé en sautoir : au 1er d'azur à un glaive de gueules*, au 2e de sinople à un arbre d'or fûté de sable, au 3e de sinople à une tour d'or ouverte et maçonnée de sable, au 4e d'azur à un poisson d'argent. |
| Blason de Saint-Gérand-de-Vaux | Détails | * Il y a là non-respect de la règle de contrariété des couleurs : ces armes sont fautives (gueules sur azur). Adopté en janvier 2021.                                                                           |

| Blason de Saint-Germain-des-Fossés | Blason  | De sable à la croix d’or, chaussé de sinople.    |
| Blason de Saint-Germain-des-Fossés | Détails | Le statut officiel du blason reste à déterminer. |

| Blason de Saint-Hilaire | Blason  | Coupé au 1er d’or au loup de sable lampassé de gueules, au 2e de gueules à la croix de Malte d’argent. |
| Blason de Saint-Hilaire | Détails | Sur site IntraMuros 2022 Auteur(s)J-F Binon                                                            |

| Blason de Saint-Loup | Blason  | Coupé au 1er d’azur au loup d’or, au 2e parti en I d’or à la grenade (arme) d’azur et au II d’azur à la coquille d’or ; à la devise ondée d’argent brochant sur le coupé. |
| Blason de Saint-Loup | Détails | Armes parlantes. Le statut officiel du blason reste à déterminer. |

| Blason de Saint-Marcel-en-Marcillat | Blason  | Coupé ondé au 1er d’azur au lion issant d’or accompagné en chef de deux molettes du même, au 2e d’argent aux deux clés de gueules passées en sautoir. |
| Blason de Saint-Marcel-en-Marcillat | Détails | Sur site de la Communauté de Communes de Marcillat en Combraille, 2012. Auteur(s)J-F Binon                                                            |

| Blason de Saint-Martin-des-Lais | Blason  | Tiercé en pairle renversé : au 1er de gueules à une épée basse d'argent posée en barre supportant un manteau d'or, au 2e de sinople à une gerbe de blé d'or liée de gueules, au 3e d'argent à trois fasces ondées d'azur et à une ancre renversée de sable brochante |
| Blason de Saint-Martin-des-Lais | Détails | Sur site IntraMuros 2022 Auteur(s)J-F Binon |

| Blason de Saint-Menoux | Blason  | D'azur à une crosse d'or accostée de deux besants du même ; au chef cousu* de gueules chargé de la débredinoire de saint Menoux d'or, ajourée de sable,.                                                   |
| Blason de Saint-Menoux | Détails | * Ces armes emploient le terme « cousu » dans le seul but de contrevenir à la règle de contrariété des couleurs : elles sont fautives : gueules sur azur. Le statut officiel du blason reste à déterminer. |

| Blason de Saint-Nicolas-des-Biefs | Blason  | .(à rédiger) |
| Blason de Saint-Nicolas-des-Biefs | Détails | Conflit héraldique. Le blasonnement dit : à la rose d’argent boutonnée et barbée de gueules ; l'écu montre une rose barbée d'argent. Le statut officiel du blason reste à déterminer. |

| Blason de Saint-Palais | Blason  | Parti : au 1er d'azur semé de fleurs de lys d'or, à la bande de gueules brochante, au 2d d'argent à une volute de crosse de gueules ; le tout au chef de sinople chargé d'un bœuf arrêté d'argent. |
| Blason de Saint-Palais | Détails | Sur siteFacebook 2022 Auteur(s)J-F Binon |

| Blason de Saint-Pierre-Laval | Blason  | De gueules à deux clés d'or passées en sautoir, au chef d'azur* chargé de trois tours d'argent ouvertes, ajourées et maçonnées de sable.                                  |
| Blason de Saint-Pierre-Laval | Détails | * Il y a là non-respect de la règle de contrariété des couleurs : ces armes sont fautives (chef d'azur sur champ de gueules). Sur document Mairie 2005 Auteur(s)J-F Binon |

| Blason de Saint-Pont | Blason  | Tiercé en pairle renversé : au 1er de gueules à un livre ouvert d'argent relié d'or et à une crosse d'abbé du même brochante, au 2e de sinople à un limaçon d'argent, au 3e d'or à un lion léopardé de gueules. |
| Blason de Saint-Pont | Détails | Sur site Facebook commune 2021 Auteur(s)J-F Binon |

| Blason de Saint-Pourçain-sur-Sioule | Blason  | D’azur au tonneau couché d’argent surmonté d’une fleur de lys du même.                                                                                           |
| Blason de Saint-Pourçain-sur-Sioule | Détails | Conflit héraldique. Le blasonnement dit : d’argent puis du même ; sur l’écu, tonneau et fleur de lys sont d’or. Le statut officiel du blason reste à déterminer. |

| Blason de Saint-Rémy-en-Rollat | Blason  | Écartelé au 1er de gueules à la colombe fondante tenant en son bec la sainte ampoule reçue par une main dextre parée, le tout d’argent, au 2e d’azur à l’ancre d’argent avec sa gumène du même, au 3e de sinople au rameau de chêne d’or posé en fasce la queue à dextre, auquel est appendu un cor du même, au 4e fascé d’or et de sable. |
| Blason de Saint-Rémy-en-Rollat | Détails | Conflit héraldique. Le blasonnement dit : reçue d’une main dextre parée. L’écu ne laisse rien voir de tel. Adopté 1992 Auteur(s)Marini |

| Blason de Saint-Sauvier | Blason  | D'or au pal de sinople chargé d'une hache de pierre d'argent emmanchée d'or et accosté de deux châtaigniers au naturel ; au chef d'argent chargé de trois têtes de lion arrachées couronnées de gueules. |
| Blason de Saint-Sauvier | Détails | Sur document Mairie 2015 Auteur(s)J-F Binon |

| Blason de Saint-Yorre | Blason  | Parti : au 1er d’azur aux trois fasces ondées d’argent, au 2e de sable à la flamme de gueules.                                                                                           |
| Blason de Saint-Yorre | Détails | * Il y a là non-respect de la règle de contrariété des couleurs : ces armes sont fautives (gueules sur sable, et partition azur/sable). Le statut officiel du blason reste à déterminer. |

| Blason de Sainte-Thérence | Blason  | D’azur à la fasce ondée d’argent, à la tour du lieu d’or ajourée et maçonnée de sable brochant sur le tout, au chef d’or chargé d’un léopard de gueules. |
| Blason de Sainte-Thérence | Détails | Sur site commune, 2012. Auteur(s)J-F Binon |

| Blason de Saligny-sur-Roudon | Blason  | Tiercé en pairle au 1er de gueules à la tour d’or ouverte ajourée et maçonnée de sable, au 2e d’argent aux deux fasces ondées de gueules, au 3e de sinople au cheval effrayé d’argent. |
| Blason de Saligny-sur-Roudon | Détails | Adopté en ? (au moins 2017) Auteur(s)J-F Binon |

| Blason de Saulzet | Blason  | Écartelé en sautoir : au 1er d'argent à quatre roseaux à massettes au naturel, au 2e de sinople à une tour d'or maçonnée de sable, au 3e de sinople à une gerbe de blé d'or, au 4e d'argent à un saule au naturel.       |
| Blason de Saulzet | Détails | Les roseaux rappellent l'ancien marais, la gerbe de blé figure la vocation agricole du village, le saule est pour le nom de la commune et enfin la tour pour le château. adoptée le 13 novembre 2020. Auteur(s)J-F Binon |

| Blason de Servilly | Blason  | Parti : au 1er d'azur semé de fleurs de lys d'or à la bande de gueules brochante, au 2e d'hermine au chef d'or chargé d'un lion issant de gueules. |
| Blason de Servilly | Détails | Sur site IntraMuros 2022 Auteur(s)J-F Binon |

| Blason de Seuillet | Blason  | D’or à la croix de gueules.                      |
| Blason de Seuillet | Détails | Le statut officiel du blason reste à déterminer. |

| Blason de Sorbier | Blason  | Parti : au 1er d'argent à une feuille composée de sorbier de sinople, au 2e de gueules à trois roses d'or. |
| Blason de Sorbier | Détails | Le statut officiel du blason reste à déterminer.                                                           |

| Blason de Souvigny | Blason  | D’azur à la clé contournée d’or senestrée d’une épée haute d’argent garnie aussi d’or.                                         |
| Blason de Souvigny | Détails | Délibération du conseil municipal du 25 mars 1997. Approbation de la Commission nationale d'héraldique en date du 27 mai 1997. |

| Blason de Sussat | Blason  | Parti : au 1er de sinople à une fleur de sureau d'argent boutonnée d'or, au 2e d'argent à une volute de crosse de gueules ; le tout sommé d'un chef d'azur semé de fleurs de lys d'or et à la bande de gueules. |
| Blason de Sussat | Détails | Sur site commune 2023 Auteur(s)J-F Binon |

Pas d'information pour les communes suivantes :  Saint-Angel, Saint-Bonnet-de-Four, Saint-Désiré, Saint-Didier-en-Donjon, Saint-Éloy-d'Allier, Saint-Félix, Saint-Gérand-le-Puy, Saint-Germain-de-Salles, Saint-Léger-sur-Vouzance, Saint-Léon, Saint-Léopardin-d'Augy, Saint-Marcel-en-Murat, Saint-Martinien, Saint-Plaisir, Saint-Pourçain-sur-Besbre, Saint-Priest-d'Andelot, Saint-Priest-en-Murat, Saint-Prix, Saint-Sornin, Saint-Victor, Saint-Voir, Sanssat, Saulcet, Sauvagny, Sazeret, Serbannes
- Haut – A
- B
- C
- D
- E
- F
- G
- H
- I
- J
- K
- L
- M
- N
- O
- P
- Q
- R
- S
- T
- U
- V
- W
- X
- Y
- Z

## T
| Blason à dessiner | Blason  | De sinople à l'étai d'or accompagné en chef d'une tête de vache, en flancs de deux cloches et en pointe d'un épi de blé, le tout du même. |
| Blason à dessiner | Détails | Le statut officiel du blason reste à déterminer.                                                                                          |

| Blason de Terjat | Blason  | D’or au sautoir d’azur cantonné aux flancs de deux trèfles de sinople, à l’épée d’argent brochant sur le tout. |
| Blason de Terjat | Détails | Sur site Communauté de Communes Marcillat en Combraille, 2012. Auteur(s)J-F Binon                              |

| Blason de Tortezais | Blason  | Tiercé en pairle renversé : au 1er de sinople à un cheval passant d'argent, au 2e d'argent à une branche de chêne de sinople, au 3e d'azur à un pont alésé d'une arche d'argent, maçonné de sable. |
| Blason de Tortezais | Détails | Sur site commune, 2023. Auteur(s)J-F Binon |

| Blason de Treban | Blason  | Parti: au 1 d'argent à deux clés de gueules passées en sautoir et à un épi de blé d'or brochant; au 2 de sinople au tau d'or; le tout au chef d'azur semé de fleurs de lis d'or et à la bande de gueules brochante. |
| Blason de Treban | Détails | Confirmé par la mairie. Auteur(s)J.-F. Binon |

| Blason de Treignat | Blason  | Tiercé en pairle au 1er d’argent à la tête de lion arrachée de gueules au 2e de sinople à l’église du lieu essorée d’azur ouverte et ajourée de gueules, au 3e d’azur au soldat romain tenant dans sa dextre une lance et de sa senestre un bouclier, le tout au naturel. |
| Blason de Treignat | Détails | Le statut officiel du blason reste à déterminer. |

| Blason de Trévol | Blason  | De sinople à la tierce ondée d’argent, au pairle renversé d’or brochant, accompagné de trois glands du même. |
| Blason de Trévol | Détails | Le statut officiel du blason reste à déterminer.                                                             |

Pas d'information pour les communes suivantes : Target, Teillet-Argenty, Le Theil, Theneuille, Thiel-sur-Acolin, Thionne, Toulon-sur-Allier, Treteau, Trézelles, Tronget
- Haut – A
- B
- C
- D
- E
- F
- G
- H
- I
- J
- K
- L
- M
- N
- O
- P
- Q
- R
- S
- T
- U
- V
- W
- X
- Y
- Z

## U
| Blason de Urçay | Blason  | Coupé au 1er d’azur aux deux glands tigés et feuillés d’or, au 2e de gueules à la tête de chien d’or ; à la fasce ondée d’argent brochant sur la partition. |
| Blason de Urçay | Détails | Le statut officiel du blason reste à déterminer. |

| Blason de Ussel-d'Allier | Blason  | Tiercé en pairle renversé au 1er de gueules à la tour d’argent maçonnée de sable, ouverte et ajourée du champ, au 2e de sinople à la gerbe de blé d’or liée de gueules, au 3e d’argent à la molette d’éperon d’azur. |
| Blason de Ussel-d'Allier | Détails | Sur site commune 2017. Auteur(s)J-F Binon |

## V
| Blason de Vallon-en-Sully | Blason  | Écartelé au 1er d’azur à la fasce d’argent accompagnée de quatre étoiles d’or, ordonnées 1 et 3, au 2e de gueules à la couronne de laurier d’or, au 3e de gueules au cor d’or virolé et lié du même, au 4e d’argent à la fasce de gueules. |
| Blason de Vallon-en-Sully | Détails | Le statut officiel du blason reste à déterminer. |

| Blason de Varennes-sur-Allier | Blason  | De vair au chef de gueules.                      |
| Blason de Varennes-sur-Allier | Détails | Le statut officiel du blason reste à déterminer. |

| Blason de Varennes-sur-Tèche | Blason  | Parti au 1er d’azur aux trois fleurs de lys d’or, à la cotice de gueules brochante, sur laquelle broche un taureau furieux d’argent onglé de sable ; au 2e d’or à la crosse de sable et à la fasce ondée d’azur brochante. |
| Blason de Varennes-sur-Tèche | Détails | Dans Bulletin municipal 2011. Auteur(s)J-F Binon |

| Blason de Venas | Blason  | D’azur au chevron renversé d’or accompagné en chef d’une feuille de chêne du même, au chef de gueules* chargé d’une épée d’argent posée en fasce, la pointe à dextre. |
| Blason de Venas | Détails | * Il y a là non-respect de la règle de contrariété des couleurs : ces armes sont fautives (chef de gueules sur champ d'azur). Auteur(s)J-F Binon                      |

| Blason de Vendat | Blason  | D’azur à trois lionceaux d'argent.               |
| Blason de Vendat | Détails | Le statut officiel du blason reste à déterminer. |

| Blason de Le Vernet | Blason  | Écartelé : au 1er d’azur à une tour d’argent ouverte, ajourée et maçonnée de sable, au 2e de gueules à une grappe de raisin d’or, en barre, tigée et feuillée de deux pièces du même, au 3e de gueules à une grappe de raisin d’or, en bande, tigée et feuillé de deux pièces du même, au 4e d’azur à saint Georges d’or sur son cheval de gueules terrassant de sa lance de sable un dragon de sinople* langué de gueules ; sur le tout d’or au verne arraché au naturel, à la filière d’argent*; l’écartelé au chef vairé en pal d’azur et d’argent de deux tires. |
| Blason de Le Vernet | Détails | * Il y a là non-respect de la règle de contrariété des couleurs : ces armes sont fautives (sinople sur azur et argent sur or). Adopté le 28 avril 2007 Auteur(s)Claude de La Vaissière |

| Blason de Verneuil-en-Bourbonnais | Blason  | De vair au chef de gueules chargé d’un œil d’argent.                       |
| Blason de Verneuil-en-Bourbonnais | Détails | Armes parlantes. (à-peu-près en rébus : vair + œil) Sur site commune 2017. |

| Blason de Vernusse | Blason  | Parti au 1er de gueules à l’épée versée d’argent garnie d’or, au 2e fascé d’argent et de sable, au léopard lionné d’or brochant ; au chef de sinople chargé de trois feuilles de verne d’argent posées en barre. |
| Blason de Vernusse | Détails | Adopté 2017 Auteur(s)J-F Binon |

| Blason de Vichy | Blason  | D’or aux deux fasces d’azur et aux deux pals d’argent brochant sur le tout. |
| Blason de Vichy | Détails | Le statut officiel du blason reste à déterminer.                            |

| Blason de Vicq | Blason  | De sinople au chevron versé d'argent chargé de deux chevronnels ondés d'azur, accompagné en chef du clocher du lieu d'argent, essoré et ajouré d'azur, en pointe à dextre d'une gerbe de blé d'or et à senestre d'une tour du même maçonnée de sable. |
| Blason de Vicq | Détails | Adopté en février 2022. Auteur(s)J-F Binon |

| Blason de Vilhain (Le) | Blason  | Parti : au 1er d'azur semé de fleur de lys d'or, à la bande de gueules, au 2e coupé au I de sinople à un bœuf arrêté d'argent, au II d'or à un menhir au naturel. |
| Blason de Vilhain (Le) | Détails | Adopté le 28 novembre 2022. Auteur(s)J-F Binon |

| Blason de Villebret | Blason  | D’argent au château de trois tours d’azur, ouvertes et ajourées du champ, surmonté d’une moucheture d’hermine de sable. |
| Blason de Villebret | Détails | Le statut officiel du blason reste à déterminer.                                                                        |

| Blason de Villefranche-d'Allier | Blason  | D’azur à la montagne de neuf coupeaux d’argent, au chef cousu et bastillé de gueules. |
| Blason de Villefranche-d'Allier | Détails | Le statut officiel du blason reste à déterminer.                                      |

| Blason de Villeneuve-sur-Allier | Blason  | De sinople à la fasce ondée d’argent, accompagnée en chef de deux quintefeuilles d’or et en pointe d’un gland tigé et feuillé du même. |
| Blason de Villeneuve-sur-Allier | Détails | Le statut officiel du blason reste à déterminer.                                                                                       |

| Blason de Viplaix | Blason  | D'azur à la bande d'argent chargée d'une épée de gueules, accompagnée de deux gerbes de blé d'or liées de gueules. |
| Blason de Viplaix | Détails | Adopté en ?? Auteur(s)J-F Binon                                                                                    |

| Blason de Vitray | Blason  | Écartelé au 1er et au 4e d’argent à la bande d’azur, au 2e de gueules à la tête de loup arrachée d’argent, au 3e de gueules à saint Éloi d’argent. |
| Blason de Vitray | Détails | Le statut officiel du blason reste à déterminer.                                                                                                   |

| Blason de Voussac | Blason  | De sinople au château du lieu d'argent ; chaussé d'azur chargé de deux fleurs de lys d'or ; au chevron renversé d'or brochant sur la partition. |
| Blason de Voussac | Détails | adoptée le 27 mai 2013. Auteur(s)J-F Binon |

Pas d'information pour les communes suivantes : Valignat, Valigny, Vaumas,  Vaux, Veauce, Verneix, Le Veurdre, Vieure
- Haut – A
- B
- C
- D
- E
- F
- G
- H
- I
- J
- K
- L
- M
- N
- O
- P
- Q
- R
- S
- T
- U
- V
- W
- X
- Y
- Z

## Y
| Blason de Yzeure | Blason  | D’azur au pairle d’or accompagné en chef d’un casque du même ailé de gueules et accosté de deux chardons aussi d’or fleuris aussi de gueules. |
| Blason de Yzeure | Détails | Le statut officiel du blason reste à déterminer.                                                                                              |

Pas d'information pour les communes suivantes : Ygrande